# Кили Хоџкинсон
Кили Никол Хоџкинсон (енгл. Keely Nicole Hodgkinson; Адертон, Шири Манчестер, 3. март 2002.)  енглеска је атлетичарка која је освојила је златну медаљу у трци на 800 метара на Олимпијским играма у Паризу 2024.
Већ са 19 година Хоџкинсон је освојила сребрну медаљу на Олимпијским играма у Токију 2020. оборивши британски рекорд који је поставила Кели Холмс 1995. Хоџкинсон је освојила сребрне медаље на Светским првенствима 2022. и 2023. као и на Играма Комонвелта 2022. Кили је постала првакиња Европе 2022. и 2024. и европска првакиња у дворани 2021. и 2023. године. Она такође држи незванични светски рекорд у дворани у трци на 600 метара. Била је победница Дијамантске лиге у трци на 800 метара за 2021. и 2023. годину.
Са 16 година постала је првакиња Европе за узраст до 18 година у трци на 800 метара. Годину дана касније, освојила је бронзу на Европском првенству за узраст до 20 година. Хоџкинсон је била прва јуниорка у историји која је пробила границу од два минута у трци на 800 метара у дворани.
На Олимпијским играма у Паризу 2024. освојила је злато у дисциплини 800 метара за жене победивши Етиопљанку Циге Дугуму и Кенијку Мери Мору.

## Приватно
Хоџкинсон је рођена и одрасла у Адертону у Ширем Манчестеру. Њена мајка Рејчел је неко време тренирала атлетику, док је њен отац Дин некада трчао на Лондонском маратону.
2015. морала је да ограничи тренинге због операције мастоидектомије за уклањање тумора на уху, због чега је 95% глува на лево уво. 2016. почела је да се специјализује за трчање на 800 метара док је још увек трчала крос трке.
Кили је завршила средњу школу у Тилдеслију и колеџ у Лестерширу. 2020. постала је студент криминологије на Универзитету у Лидсу.

## Атлетска каријера

### 2021: Освајачица сребрне медаље на Олимпијским играма у Токију
Хоџкинсон је у Бечу 30. јануара победила са временом 1:59,03 којим је постала прва јуниорка у историји која је 800 метара трчала брже од два минута у дворани. Међутим, Хоџкинсонова вршњакиња, Американка Ејтинг Му, поставила је нови светски јуниорски рекорд већ следећег месеца (1:58,40).
Хоџкинсон је постала је најмлађа победница у трци на 800 метара на једном Европском првенству у дворани.
На Олимпијским играма у Токију 2020. Кили је успела да освоји сребрну медаљу са временом од једног минута 55,88 секунди, завршивши иза Ејтинг Му која је истрчала 1:55,21. Хоџкинсон је овом трком оборила 26 година стар британски рекорд Кели Холмс од 1:56,21. Такође је надмашила дотадашњи европски јуниорски рекорд (1:57,45) из 1978. Њено време је такође и најбрже икада истрчано од стране једне Европљанке млађе од 23 године.

### 2022: Освајачица сребрне медаље на Светском првенству у Јуџину
Хоџкинсон је 19. фебруара у Бирмингему истрчала најбржих 800 у дворани у задњих 20 година (1:57,20). Одлазак на Светско првенство у дворани у Београду завршила је одустајањем због повреде након загревања пред трку.

У финалу трке на 800 метара на Светском првенству у Јуџину, Хоџкинсон је била само 8 стотинки иза победнице Ејтинг Му. У Августу је Кили убедљиво победила у трци на 800 метара на Европском првенству одржаном у Минхену.

### 2023: Освајачица сребрне медаље на Светском првенству у Будимпешти
Кили је 28. јануара у Манчестеру  поставила незванични светски рекорд у дворани на ређе трчаној дистанци од 600 метара. Са временом 1:23,41 поправила је рекорд Олге Котљарове из 2004. године за 3 стотинке.
Хоџкинсон је освојила европску титулу на 800 м у дворани у Истанбулу 2023. Победу је посветила свом првом тренеру у атлетици, Џоу Галвину, који је умро неколико дана раније.
На Светском првенству 2023. у Будимпешти Хоџкинсон је завршила као друга за 1:56,34, иза Кенијке Мери Мора (1:56,03), а испред Американке Ејтинг Му (1:56,61).
Кили је у финалу Дијамантске лиге у Јуџину побољшала свој британски рекорд на 800 м са временом од 1:55,19.

### 2024: Олимпијска шампионка у Паризу
Хоџкинсон је освојила злато на Европском првенству 2024. у Риму.
На митингу Дијамантске лиге у Лондону 20. јула, Хоџкинсон је поставила нови британски рекорд на 800 метара од 1:54:61 и постала шеста најбржа жена у историји на овој дистанци.
На Олимпијским играма у Паризу 2024. Хоџкинсон је освојила златну медаљу у финалу на 800 метара са временом 1:56.72. Ова победа чини Хоџкинсон трећом Британком која је освојила олимпијско злато на 800 метара, после Ен Пакер 1964. и Кели Холмс 2004.

## Достигнућа
Информације преузете са профила Кили Хоџкинсон на сајту Светске атлетике. Последњи пут ажурирано 15. маја 2024.

### Лични рекорди
| Дисциплина           | Време   | Место одржавања             | Датум             | Напомене                                                                                  |
| -------------------- | ------- | --------------------------- | ----------------- | ----------------------------------------------------------------------------------------- |
| 400 метара           | 51.61   | Савона, Италија             | 15. мај 2024      |                                                                                           |
| 400 метара у дворани | 52.42   | Бирмингем, Велика Британија | 27. фебруар 2022  |                                                                                           |
| 600 метара у дворани | 1:23.41 | Манчестер, Велика Британија | 28. јануар 2023   | Незванични светски рекорд                                                                 |
| 800 метара           | 1:54.61 | Лондон, Енглеска            | 20. јул 2024      | Британски рекорд, најбржa Европљанка 21. века                                             |
| 800 метара у дворани | 1:57.18 | Бирмингем, Велика Британија | 25. фебруар 2023  | Британски рекорд, 6. жена свих времена, најбржа од 2002.                                  |
| 1500 метара          | 4:30.00 | Лафборо, Велика Британија   | 1. септембар 2017 | Хоџкинсон је трчала 4:29.05 у мешовитој трци где су трчали заједно мушкарци и жене (2018) |

### Међународна такмичења
| Година | Такмичење                           | Место                           | Позиција | Дисциплина | Резултат | Белешка           |
| ------ | ----------------------------------- | ------------------------------- | -------- | ---------- | -------- | ----------------- |
| 2018   | Европско првенство за млађе јуниоре | Ђер, Мађарска                   | 1.       | 800 м      | 2:04.84  | Рекорд шампионата |
| 2019   | Европско првенство за јуниоре       | Борос, Шведска                  | 3.       | 800 м      | 2:03.40  |                   |
| 2021   | Европско првенство у дворани        | Торуњ, Пољска                   | 1.       | 800 м      | 2:03.88  |                   |
| 2021   | Олимпијске игре                     | Токио, Јапан                    | 2.       | 800 м      | 1:55.88  |                   |
| 2022   | Светско првенство                   | Јуџин, САД                      | 2.       | 800 м      | 1:56.38  |                   |
| 2022   | Игре Комонвелта                     | Бирмингем, Уједињено Краљевство | 2.       | 800 м      | 1:57.40  |                   |
| 2022   | Европско првенство                  | Минхен, Немачка                 | 1.       | 800 м      | 1:59.04  |                   |
| 2023   | Европско првенство у дворани        | Истанбул, Турска                | 1.       | 800 м      | 1:58.66  |                   |
| 2023   | Европско првенство за млађе сениоре | Еспо, Финска                    | 3.       | 400 м      | 51.76    |                   |
| 2023   | Светско првенство                   | Будимпешта, Мађарска            | 2.       | 800 м      | 1:56.34  |                   |
| 2024   | Европско првенство                  | Рим, Италија                    | 1.       | 800 м      | 1:58.65  |                   |
| 2024   | Олимпијске игре                     | Париз, Француска                | 1.       | 800 м      | 1:56.72  |                   |